# Рустам II
Рустам II (перс. رستم); д/н — 979) — 12-й іспадбадх (володар) держави Бавандів у 964—979 роках.

## Життєпис
Походив з династіх Бавандів, гілки Ка'усідів (Каюсіїв). Син іспадбадха Шарвіна II. Замолоду, у 914 року, опинився в заручниках імама Хасана ібн-Касима, правителя Алавідської держави. Звільнився лише 928 року.
У 950-х роках очолив «пробуїдську партію» на противагу братові Шахріяру II, що на той час успадкував владу й був прихильником Зіяридів. 964 року за підтримки еміра Рукн аль-Даули повалив брата й захопив трон. 968 року відбив спробу Шаіяра повернути собі владу.
В подальшому мирно панував, спираючись на підтримку Буїдів. Сприяв еконмоічному відродженню Табаристана. Став першим з Бавандів, хто почав карбувати власні монети — дірхеми, де зображував шиїтський символ віри, чого не дозволяли собі навіть Буїди. Монетний двір розташовувався в головній фортеці держави — Фірімі.
Помер Рустам II 979 року. Йому спадкував син Аль-Марзубан.